# Grand-Fougeray
Grand-Fougeray (bretonsko Felgerieg-Veur) je naselje in občina v severozahodnem francoskem departmaju Ille-et-Vilaine regije Bretanje. Leta 2009 je naselje imelo 2.321 prebivalcev.

## Geografija
Naselje leži v pokrajini Bretaniji 49 km južno od Rennesa.

## Uprava
Grand-Fougeray je sedež istoimenskega kantona, v katerega so poleg njegove vključene še občine La Dominelais, Sainte-Anne-sur-Vilaine in Saint-Sulpice-des-Landes s 5.031 prebivalci.
Kanton Grand-Fougeray je sestavni del okrožja Redon.

## Zanimivosti
- stolp Tour du Guesclin, ostanek nekdanjega gradu château de Grand-Fougeray,
- cerkev sv. Petra in Pavla iz 17. do 20. stoletja.